# Юссі Адлер-Олсен
Юссі Адлер-Олсен (дан. Jussi Adler-Olsen, 2 серпня 1950, Копенгаген, Данія) — данський письменник, а також сценарист, видавець, редактор та підприємець. Дебютував як письменник в 1984 році, а як письменник художньої літератури в 1997 році.

## Життєпис
Юссі Адлер-Олсен народився у Копенгагені, він був наймолодшим із чотирьох дітей та єдиним хлопчиком. Підлітком грав на гітарі в кількох групах.
В 1970 році закінчив середню школу в Рьодоврі, і після цього навчався в Копенгагенському університеті до 1978 року.
Романи Адлер-Олсена видані більш ніж на 40 мовах. За межами Данії він користувався особливим успіхом у Норвегії, Німеччині та Нідерландах. Книги Адлер-Олсена потрапили до списку бестселерів у багатьох інших країнах.

## Творча діяльність
- Groucho & Co's groveste (данська), 1984.

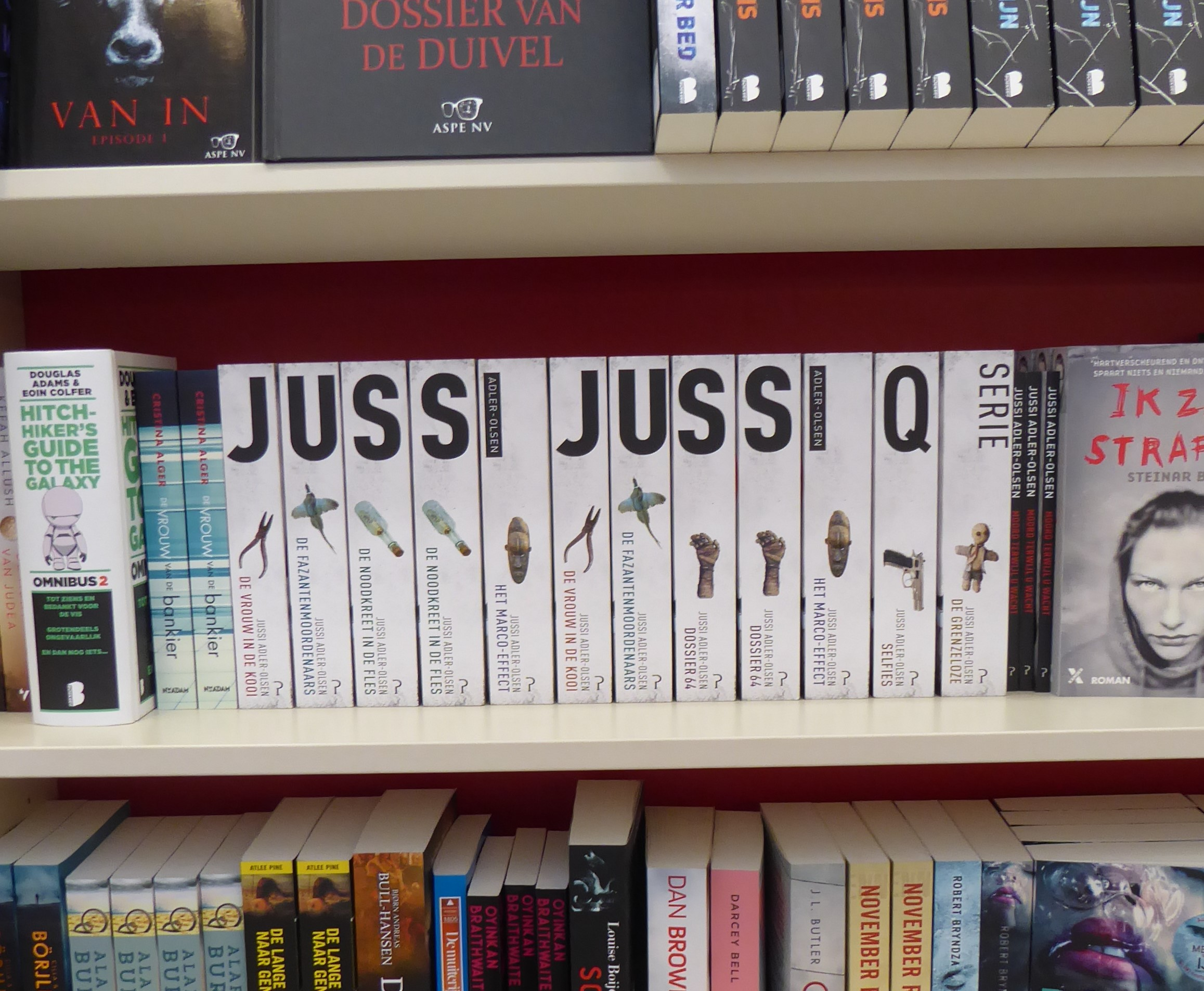
Обкладинки романів Юссі Адлер-Олсена в книжковому магазині Бланкенберґа, Бельгія

- Dansk tegneserieleksikon — den store Komiklex (данська), 1985.
- Groucho: …en Marx Brother bag facaden (данська), 1985.
- Videocounter (данська), 1985.
- Alfabethuset (данська), 1997.
- Firmaknuseren (данська), 2002.
- Firmaknuseren — later editions published by Politiken Og Hun Takkede Guderne (данська), 2003.
- Washington dekretet (данська), 2006.
- Kvinden i buret (данська), 2007.
- Fasandræberne (данська), 2008.
- Flaskepost fra P. (данська), 2009.
- Journal 64 (данська), 2010.
- Små Pikante Drab published in the book Liv for Liv (данська), 2011.
- Marco Effekten (данська), 2014.
- Den Grænseløse (данська), 2015.
- Selfies (данська), 2016.
- Offer 2117 (данська), 2019.

## Фільми, зняті за творами
- «Містеріум. Початок» по книзі «Kvinden i buret» був знятий Zentropa в 2012 році, і став найпопулярнішим в Данії в 2013 році.[4]
- «Містеріум. Вбивці фазана» по книзі «Fasandræberne» також був знятий Zentropa, і його прем'єра в Данії відбулася 2 жовтня 2014 року.
- «Містеріум. Темрява в пляшці» по книзі «Flaskepost fra P.» зняла Zentropa, прем'єра якого відбулася у Данії 3 березня 2016 року.
- «Містеріум. Журнал 64» по книзі «Journal 64» також був знятий Zentropa, і його прем'єра в Данії відбулася 4 жовтня 2018 року.